# Robert Thomas jr.
Robert Thomas jr. (Miami, 1956) is een Amerikaanse jazzpercussionist.

## Biografie
Thomas groeide op in North Miami Beach en werd door een schooldocent aangemoedigd om muziek te maken. Omdat hij geen instrument had, trommelde hij aanvankelijk op de schoolbank. Hij zong in het koor van de Oak Grove Missionary Baptist Church, voordat hij op 16-jarige leeftijd toetrad als percussionist tot de Broomfield Family. Na de middelbare school studeerde hij kunst aan het Dade Community College in Miami. Hij ontdekte de jazz en hij trad spoedig op in plaatselijke clubs met muzikanten als Zoot Sims, Thad Jones en Mel Lewis. Met Monty Alexander ging hij op tournee en nam hij het album Ivory & Steel op. Nadat hij had opgetreden met Jaco Pastorius, werd hij in 1980 lid van Weather Report, waar hij tot 1986 speelde. Na de ontbinding van de band bracht hij het eigen album In the Dreamtime uit. Tot 1994 was hij in The Zawinul Syndicate en verdere projecten actief.
Verder trad hij op met Jaco Pastorius (Word of Mouth), maar ook met Stan Getz, David Sanborn, Carlos Santana, Eddie Harris, Branford Marsalis, Herbie Mann, Ahmad Jamal en Jeff 'Tain' Watts. Op het gebied van de wereldmuziek werkte hij met Amit Chatterjee en de Afrikaanse muzikant Vinx. Samen met Reuben Hoch leidt hij het Chassidic Jazz Project. Met Felix en Julius Pastorius, Leroy Romans en Paxi Pastor formeerde hij de band 7th World. Hij is ook te horen op albums van The Players, Ira Sullivan, Roberto Perera, Randy Bernsen, Othello Molineaux en Antoine Hervé.
- Gemeinsame Normdatei: 135219159
- International Standard Name Identifier: 0000 0000 7145 0827
- Library of Congress Control Number: n93044242
- MusicBrainz: 78e31734-d194-43bc-814e-cbeab03126bc
- Système universitaire de documentation: 171167937
- Virtual International Authority File: 100315257
- WorldCat: E39PBJtmxPQK6GKVghQkHmmcfq